# ロメオ・ロメイ (潜水艦・2代)
ロメオ・ロメイ（Romeo Romei、S 529）は、2015年7月4日にフィンカンティエリのムッジャーノ造船所（ラ・スペツィア）で進水したイタリア海軍の潜水艦。
本艦はトダロ、シレ、ピエトロ・ヴェヌーテに続くトダロ級（設計はドイツの212A型潜水艦と同一）の4番艦であるとともにトダロ級第2シリーズの2番艦となっている。

## 艦歴
トダロ級第2シリーズの潜水艦はピエトロ・ヴェヌーティ（S 528）とロメオ・ロメイ (S 529）の2艦と見なされている。1番艦（ピエトロ・ヴェヌーティ）は2016年7月6日に就役し、2番艦（ロメオ・ロメイ）は2017年5月11日に就役した。
第1シリーズとの主たる違いは戦闘および通信システムと考えられている。特に、第2シリーズの2艦は高速衛星接続能力とオプトロニックマスト（潜望鏡）を備え、WASS社製ブラックシャーク先進魚雷に基づいた新しい兵装システムを備えている。さらに、燃料搭載量が増えたことによって航続距離も増大している。
2015年7月4日フィンカンティエリのムッジャーノ造船所で進水し、2017年5月11日に就役した。
2018年3月、他の海軍および空軍部隊（ミサイルフリゲートカラビニエーレ、カターニアヘリコプター基地内の海軍基地の第3ヘリコプター群のヘリコプター、シゴネラ空軍基地の第41対潜部隊）とともにNATOの Dynamic Manta 2018 対潜演習に参加した。

## 艦名
本艦の名称は元潜水艦ピエル・カッポーニ艦長で、様々な軍事行動で活躍し、「深淵の海賊」の名声を博し、1941年3月31日に戦死した武功勲章受勲者であるロメオ・ロメイ少佐にちなんでいる。メッシーナから地中海中央部に向けて出航したが、英潜水艦ロークアルの魚雷攻撃を受け、ストロンボリ島の南約27海里で沈没した。乗組員に生存者はいなかった。